# قضاء سيد صادق

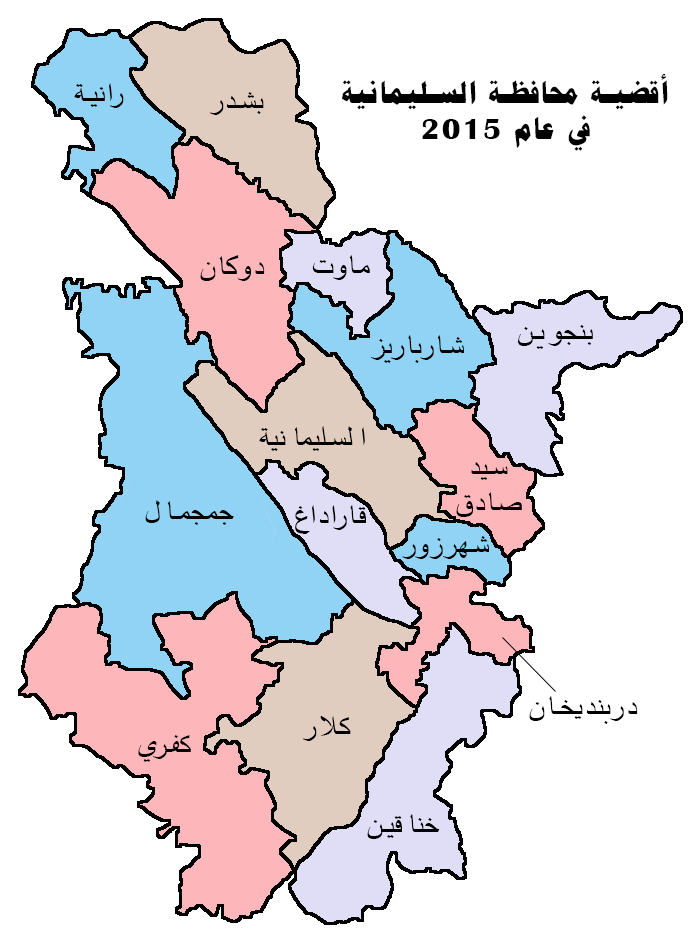
أقضية محافظة السليمانية

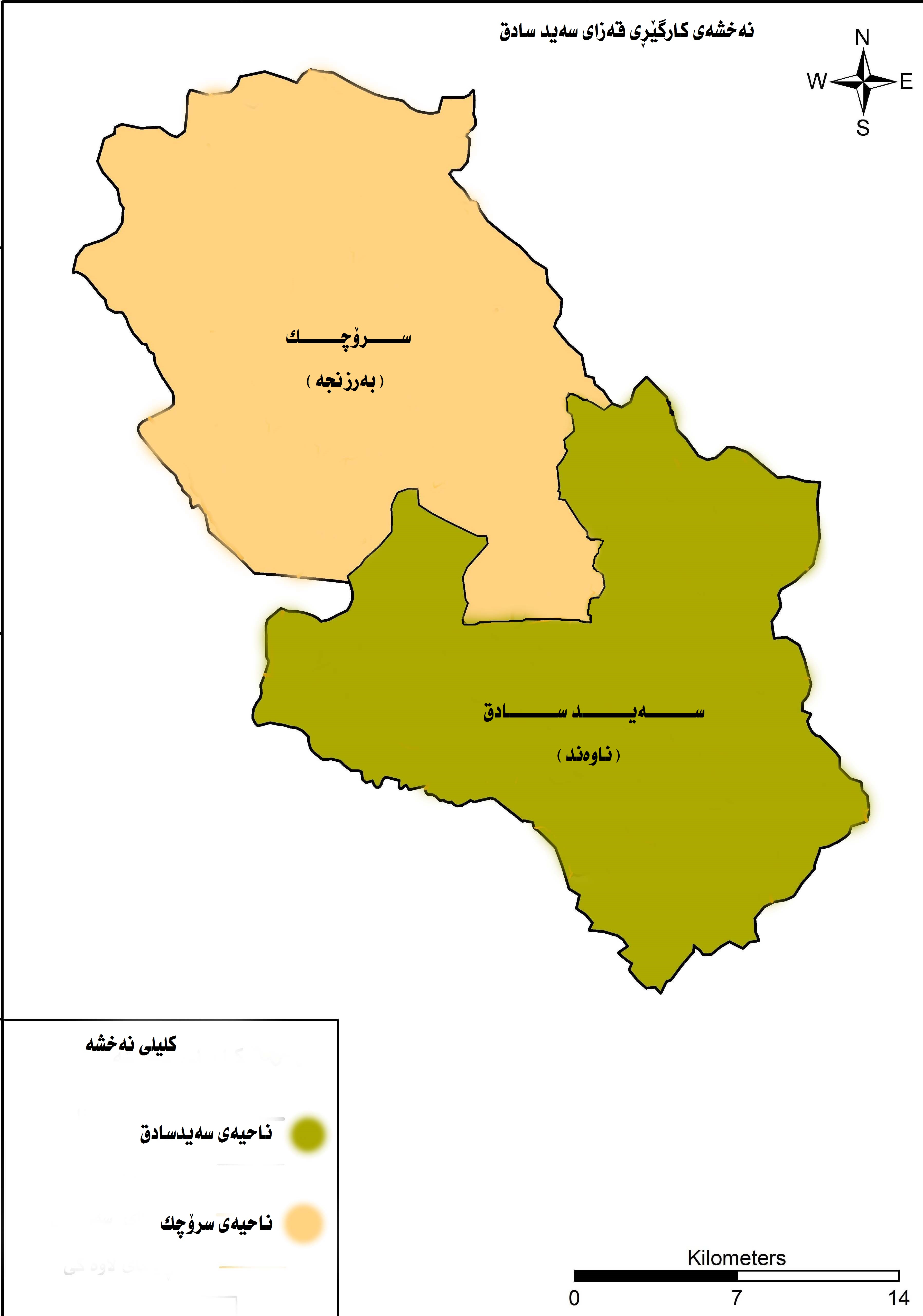
ينقسم قضآد سيد صادق إلى ناحية سيد صادق (المركز) وناحية سروجك

قضاء سيد صادق (بالكردية: سەيد سادق) أحد أقضية محافظة السليمانية، بلدة سيد صادق تبعد عن مدينة السليمانية مسافة 60 كيلو مترا، هنالك أكثر من قول في أصل تسمية مدينة سيد صادق يقال أن رجل يدعى سيدصادق بنى هذه المدينة وايضاَ يقال أن تسمية هذه المدينة جاءت من أسم جبل صادق في كردستان العراق.

## أحتجاجات سيد صادق
اندلعت احتجاجات كبيرة في 2 يناير 2014 في مدينة سيد صادق بسبب سوء الخدمات فيها وطالبوا المحتجين استقالة كل من قائمقام ومدير البلدية ومدير التربية، جاء استقالة القائمقام «أركان حسن» بعد مقتل محتج وإصابة 170 في يوم الأول من الاحنجاجات على ايدي الأمن وبعدها بيوم أي في 4 يناير استقال مدير بلدية «جمال همة» وبعد اعتصام الطلاب في يوم الأول من الامتحانات استقال مدير التربية «جعفر لطيف».

## قرى القضاء
ينقسم قضاء سيد صادق إلى ناحيتين، وهما ناحية سيد صادق (مركز القضاء) وناحية سروجك (أو ناحية برزنجة)، وتتبعهما 99 قرية.

### قرى ناحية سيد صادق
تعد مدينة سيد صادق مركزا وتتبعها 64 قرية
- أوج قوبة (بالكردية: ئوچ قوبە)
- أوجتبان (بالكردية: ئوچتەپان)
- باوكودزراو (بالكردية: باوەکوژراو)
- بنكردي موان (بالكردية: بنگردی موان)
- بنجوت (بالكردية: بنەجووت)
- بركوركان (بالكردية: بەرکەورگان)
- بيرشكه (بالكردية: بێڕەشکە)
- بلي يرو (بالكردية: پەلی یەرۆ)
- تاسلوجه (بالكردية: تاسڵوجە)
- تبرش (بالكردية: تەپەڕەش)
- تبي كرم (بالكردية: تەپی کەرەم)
- توتقاج (بالكردية: توتەقاج)
- جوالي رسول (بالكردية: چوالەی ڕەسوڵ)
- جوالي مارف (بالكردية: چوالەی مارف)
- حاجي نامق (بالكردية: حاجی نامیق)
- خانقويله (بالكردية: خانەقەویلە)
- دولاش (بالكردية: دۆڵاش)
- سواري السفلى (بالكردية: سەراوی خواروو)
- سواري العليا (بالكردية: سەراوی سەروو)
- سواري (بالكردية: سواری)
- سويلميش (بالكردية: سۆیلەمیش)
- شاتوان (بالكردية: شاتوان)
- شاملو (بالكردية: شاملو)
- شندري تازه (بالكردية: شانەدەری تازە)
- شندري السفلى (بالكردية: شانەدەری خواروو) أو (شندري رشيد أمين (بالكردية: شانەدەری ڕەشید ئەمین))
- شندري العليا (بالكردية: شانەدەری سەروو)
- شندري كون (بالكردية: شانەدەری کۆن)
- شيربره (بالكردية: شێرەبەرە)
- علياوا (بالكردية: عەلیاوا)
- قاليجوي السفلى (بالكردية: قالیجۆی خواروو)
- قاليجوي العليا (بالكردية: قالیجۆی سەروو)
- قاينجه (بالكردية: قاینەجە)
- قلرخ السفلى (بالكردية: قلرخی خواروو)
- قلرخ العليا (بالكردية: قلرخی سەروو)
- قدفري (بالكردية: قەدەفەری)
- قوماش (بالكردية: قوماش)
- قوماش حمه رشيد بك (بالكردية: قوماشی حەمەڕەشیدبەگ)
- كاني بانكه (بالكردية: کانی پانکە)
- كاني شبيكه برخ (بالكردية: کانی سپیکەی پەرخ)
- كجلي (بالكردية: کەچەڵی)
- كلتكلي السفلى (بالكردية: کەڵتەکەی خواروو)
- كلتكلي العليا (بالكردية: کەڵتەکەی سەروو)
- كلوران (بالكردية: کەڵوڕان)
- كوجكتاش (بالكردية: کەوچکتاش)
- كولوس، سيد صادق (بالكردية: کەوڵۆس)
- كيلكوه (بالكردية: کێلەکەوە)
- كاميش تبه (بالكردية: گامێش تەپە)
- كردنازي (بالكردية: گردەنازێ)
- كردي شريف (بالكردية: گردی شەریف)
- كريزه (بالكردية: گرێزە)
- كلزرده (بالكردية: گڵەزەردە)
- ماو، سيد صادق (بالكردية: ماو)
- مزكوته (بالكردية: مزگەوتە)
- مستكان السفلى (بالكردية: مەستەکانی خواروو)
- مستكان العليا (بالكردية: مەستەکانی سەروو)
- موان القديمة (بالكردية: موانەکۆن)
- موان حمه حسن (بالكردية: موانی حەمەحەسەن)
- موان رستم (بالكردية: موانی ڕۆستەم)
- موان محمد عبد الله (بالكردية: موانی محەممەد عەبدوڵڵا)
- موان ملا طاهر (بالكردية: موانی مەلاتاھیر)
- موان ميرزا (بالكردية: موانی میرزا)
- ناوكردان (بالكردية: ناوگردان)
- هياس (بالكردية: ھەیاس)
- ولسمت (بالكردية: وەڵەسمت)

### قرى ناحية سروجك
تعد مدينة برزنجة مركزا للناحية، ويتبعها 35 قرية
- أشكوتان (بالكردية: ئەشکەوتان)
- باراو (بالكردية: باراو)
- باساك (بالكردية: باساک)
- بردبرد (بالكردية: بەردبەرد)
- بردرش (بالكردية: بەردەڕەش)
- برقلا (بالكردية: بەرقەڵا)
- بيوك (بالكردية: بیوەک)
- برخ (بالكردية: پەرخ)
- جناري شيخ طه (بالكردية: چنارەی شێخ تەھا)
- حاج مامند (بالكردية: حاجی مامەند)
- داربروله (بالكردية: داربەڕولە)
- درتت (بالكردية: دەرەتەت)
- ديكوير (بالكردية: دێکوێر)
- زلزله (بالكردية: زڵزڵە)
- زيندانه (بالكردية: زیندانە)
- سليمانه (بالكردية: سڵێمانە)
- سيانزار (بالكردية: سیانزار)
- شاري كون (بالكردية: شاری کۆن)
- شوكي (بالكردية: شوکێ)
- قويله (بالكردية: قەویلە)
- كازاو (بالكردية: کاژاو)
- كاني دركه (بالكردية: کانی دڕکە) أو كاني كول (بالكردية: کانی گوڵ)
- كوترمر (بالكردية: کۆترمەڕ)
- كرمدره (بالكردية: گەرمەدەرە)
- كويزكوير (بالكردية: گوێزەکوێر)
- كيلدره (بالكردية: گێڵدەرە)
- لك لك (بالكردية: لەک لەک)
- ماياوا (بالكردية: مایاوا)
- مايندول (بالكردية: مایندۆڵ)
- مورياس (بالكردية: مۆریاس)
- ميرمام (بالكردية: میرمام)
- هناره (بالكردية: ھەنارە)
- هنارو (بالكردية: ھەنارو)
- هوزخواجه (بالكردية: ھۆزخواجە)
- وندرينه (بالكردية: وەندەرێنە)